# Lucien Victor
Lucien Honoré Victor (* 28. Juni 1931 in Oekene, Belgien; † 17. September 1995 in Saint-Menges, Arrondissement Sedan, Frankreich) war ein belgischer Radrennfahrer, der 1952 eine olympische Goldmedaille gewann.
Lucien Victor gewann 1952 das Nachwuchsrennen der Flandern-Rundfahrt und das Amateurrennen rund um Limburg. Für die Olympischen Sommerspiele 1952 in Helsinki wurden mit André Noyelle und Lucien Victor zwei Fahrer vom Jahrgang 1931 und mit Robert Grondelaers und Rik van Looy zwei Fahrer vom Jahrgang 1933 für das olympische Straßenrennen nominiert. Während van Looy aufgab, gehörten die anderen drei zur Spitzengruppe, letztlich gewann Noyelle vor Grondelaers und dem Deutschen Edi Ziegler, viereinhalb Sekunden hinter Ziegler erreichte Lucien Victor als Vierter das Ziel. Die Mannschaftswertung wurde nach den addierten Zeiten der drei besten Fahrer eines Landes ermittelt, hier gewannen die Belgier mit dreizehn Minuten Vorsprung auf die Italiener.
Am 24. August 1953 begann Victor beim Constantia-Rennstall eine Profikarriere. 1954 gewann er das belgische Eintagesrennen Omloop van het Houtland, 1955 eine Etappe bei der Tour du Maroc. Nach drei Profi-Jahren mit einigen weiteren vorderen Platzierungen beendete Lucien Victor seine Radsportkarriere 1956.